# Campionato Catarinense 2025
Il Campionato Catarinense 2025 è stata la 100ª edizione della massima serie del campionato catarinense. La stagione è iniziata l'11 gennaio 2025 e si è conclusa il 22 marzo successivo.

## Stagione

### Novità
Al termine della stagione 2024, sono retrocesse in Segunda Divisão Inter de Lages e Nação. Dalla seconda divisione, invece, sono state promosse Caravaggio-SC e Santa Catarina.

### Formato
Le dodici squadre si affrontano dapprima in una prima fase, consistente in un girone da dodici squadre. Le prime otto classificate di tale girone, accederanno alla seconda fase che decreterà la vincitrice del campionato. Le ultime due classificate, retrocedono in Segunda Divisão.
La formazione vincitrice e la seconda classificata, potranno partecipare alla Série D 2026 e alla Coppa del Brasile 2026. La squadra terza classificata, solo alla Série D. Nel caso le prime tre classificate siano già qualificate alla Série D o alle serie superiori, l'accesso alla quarta serie andrà a scalare.

## Risultati

### Prima fase
|  | Pos. | Squadra        | Pt | G  | V | N | P | GF | GS | DR  |
|  | ---- | -------------- | -- | -- | - | - | - | -- | -- | --- |
|  | 1.   | Criciúma       | 20 | 11 | 5 | 5 | 1 | 16 | 7  | +9  |
|  | 2.   | Santa Catarina | 19 | 11 | 5 | 4 | 2 | 19 | 13 | +6  |
|  | 3.   | Avaí           | 18 | 11 | 5 | 3 | 3 | 13 | 6  | +7  |
|  | 4.   | Brusque        | 16 | 11 | 4 | 4 | 3 | 13 | 8  | +5  |
|  | 5.   | Chapecoense    | 16 | 11 | 3 | 7 | 1 | 14 | 11 | +3  |
|  | 6.   | Figueirense    | 15 | 11 | 4 | 3 | 4 | 19 | 15 | +4  |
|  | 7.   | Marcílio Dias  | 14 | 11 | 3 | 5 | 3 | 8  | 7  | +1  |
|  | 8.   | Joinville      | 14 | 11 | 3 | 5 | 3 | 11 | 15 | -4  |
|  | 9.   | Barra-SC       | 13 | 11 | 2 | 7 | 2 | 7  | 9  | -2  |
|  | 10.  | Concórdia      | 11 | 11 | 3 | 2 | 6 | 9  | 19 | -10 |
|  | 11.  | Caravaggio-SC  | 10 | 11 | 2 | 4 | 5 | 7  | 15 | -8  |
|  | 12.  | Hercílio Luz   | 6  | 11 | 1 | 3 | 7 | 7  | 16 | -9  |

Legenda:
      Ammessa alla seconda fase.
      Retrocesse in Segunda Divisão 2026
Note:
Tre punti a vittoria, uno a pareggio, zero a sconfitta.

### Seconda fase
|  | Quarti di finale | Quarti di finale  | Quarti di finale |  |  | Semifinali | Semifinali     | Semifinali |      |   | Finale | Finale      | Finale | Finale | Finale |  |
|  |                  |                   |                  |  |  |            |                |            |      |   |        |             |        |        |        |  |
|  | 4                | Brusque           | 0 (4)            |  |  |            |                |            |      |   |        |             |        |        |        |  |
|  | 5                | Chapecoense (dtr) | 0 (5)            |  |  | 5          | Chapecoense    | 2          |      |   |        |             |        |        |        |  |
|  | 1                | Criciúma          | 0 (7)            |  |  | 8          | Joinville      | 1          |      |   |        |             |        |        |        |  |
|  | 8                | Joinville (dtr)   | 0 (8)            |  |  |            |                |            |      |   | 5      | Chapecoense | 2      | 1      | 3      |  |
|  | 2                | Santa Catarina    | 2                |  |  |            |                | 3          | Avaí | 2 | 1      | 3           |        |        |        |  |
|  | 7                | Marcílio Dias     | 0                |  |  | 2          | Santa Catarina | 1 (7)      |      |   |        |             |        |        |        |  |
|  | 3                | Avaí (dtr)        | 1 (4)            |  |  | 3          | Avaí (dtr)     | 1 (8)      |      |   |        |             |        |        |        |  |
|  | 6                | Figueirense       | 1 (2)            |  |  |            |                |            |      |   |        |             |        |        |        |  |